# Aspire (Shuttleworth)
Pour les articles homonymes, voir Aspire.
Aspire est une sculpture monumentale de Ken Shuttleworth (en), érigée à Nottingham au Royaume-Uni en 2008. Haute de 60 m, c'est l'une des œuvres d'art public les plus élevées du pays.

## Description
Aspire est érigée sur le Jubilee Campus de l'Université de Nottingham, à Nottingham en Angleterre. L'œuvre consiste en un mat en acier peint en rouge et orange, mesurant 52 m de hauteur, monté sur un piédestal cylindrique en béton de 8 m de haut, pour une hauteur totale de 60 m. L'ensemble pèse 854 t.
La partie métallique de l'œuvre est composée d'un réseau de tubes d'aciers, inspiré des motifs traditionnels de dentelle de Nottingham, formant une section d'hyperboloïde. Des tiges inclinées relient dix cercles horizontaux, de diamètre croissant en s'élevant dans la structure : 2,19 m au niveau du socle, 4,82 m au sommet. Le sommet de la structure est tronqué en une ellipse inclinée de 60° par rapport à l'horizontale.

## Historique
Aspire est la création de l'architecte britannique Ken Shuttleworth (en) et de son studio d'architecture MAKE Architects (en). Elle est érigée en 2008 et coûte 800 000 £, lesquelles sont données par un bienfaiteur anonyme.
Au moment de son érection, Aspire est la plus haute œuvre d'art publique du Royaume-Uni, plus grande que B of the Bang (56 m), la colonne Nelson (44 m), l'Ange du Nord (20 m) et même, si on exclut son socle, que la statue de la Liberté (46 m). Elle est détrônée en 2012 par la tour Orbit d'Anish Kapoor, qui mesure 115 m de haut. La taille d'Aspire, 60 m, est choisie en référence aux 60 ans de la charte royale conférant un statut complet d'université à Nottingham, en 2008.
La structure est fabriquée par la société Watson Steel Structures Ltd à Bolton, Grand Manchester, et est ensuite transportée à Widnes, Cheshire, où Merseyside Coatings Ltd lui applique sa couleur orange distinctive.
Le nom de l'œuvre, Aspire, est choisi à la suite d'un concours, ouvert au personnel et aux étudiants de l'université de Nottingham.